# Екологічні еквіваленти
Екологічні еквіваленти (від лат. aequus — рівний і лат. valens (valentis) — має силу, значення, ціну) — організми (види,  екосистеми), що пройшли незалежну  конвергентну еволюцію, але займають приблизно однакові  екологічні ніші в різноманітних біоценозах з різних частин світу. У дотичних областях екологічні еквіваленти — зазвичай близькоспоріднені  таксономічно, в недотичних — як правило, не мають родинних зв'язків. Еквівалентні функціональні ніші виявляються зайнятими біологічними групами, що наявні в  фауні і  флорі даної області. Наприклад, великі кенгуру  Австралії є екологічними еквівалентами бізонів і  антилоп  Північної Америки (і ті й інші харчуються злаками); американські прерії — екологічними еквівалентами  африканських саван.

## Ресурси Інтернета
- Дедю И. И. Экологический энциклопедический словарь. — Кишинев, 1989 [Архівовано 24 жовтня 2016 у Wayback Machine.]
- Словарь ботанических терминов / Под общ. ред. И. А. Дудки. — Киев, Наук. Думка, 1984 [Архівовано 31 жовтня 2016 у Wayback Machine.]
- Англо-русский биологический словарь (online версия) [Архівовано 6 листопада 2016 у Wayback Machine.]
- Англо-русский научный словарь (online версия) [Архівовано 21 жовтня 2016 у Wayback Machine.]